# Carl August Hesselman
Carl August Hesselman, född 10 mars 1810 i Hjorteds socken, död 19 juni 1859 i Kristbergs socken, var en svensk präst.

## Biografi
Carl August Hesselman föddes 1810 på Totebo i Hjorteds socken. Han var son till pappersfabrikören Eric Hesselman och Catharina Marcellus. Hesselman blev höstterminen 1830 student vid Lunds universitet, 1834 filosofie kandidat, 1835 filosofie kandidat och 23 juni 1835 magister. Han blev 11 maj 1842 kollega i Västervik och tillträde direkt. Hesselman befriades från examen inför teologiska fakulteten 23 november 1855. Han tog pastoralexamen 30 september 1856 och prästvigdes 5 oktober samma år. Hesselman blev 24 augusti 1857 kyrkoherde i Kristbergs församling med tillträde 1858. Han avled 1859 i Kristbergs socken.